# Кантуэлл, Мария
Мария Илэйн Кантуэлл (англ. Maria Elaine Cantwell; род. 13 октября 1958, Индианаполис, Индиана) — американский политик, младший сенатор Соединенных Штатов от штата Вашингтон с 2001 года.

## Биография
Член Демократической партии, ранее работала в Вашингтонской Палате представителей с 1987 по 1993 годы, а затем в Палате представителей Соединенных Штатов от Вашингтона 1-го избирательного округа с 1993 по 1995 год, после чего она занимала пост директора компании Realnetworks. Она является второй женщиной-сенатором Вашингтона после Патти Мюррей. Мария Кантуэлл — высокопоставленный член в Комитете Сената США по энергетическим и природным ресурсам. В то время как демократы были в большинстве, Кантуэлл служила председателем Комитета по малому бизнесу и предпринимательству в период с 2014 по 2015 год и председателем Комитета по делам индейцев с 2013 по 2014 год.